# Phil Arnold
Phil Arnold (15 de septiembre de 1909 – 9 de mayo de 1968) fue un actor teatral y de vodevil, y también cinematográfico y televisivo de nacionalidad estadounidense. Actuó en alrededor de 150 producciones televisivas y cinematográficas entre los años 1939 y 1968.

## Biografía
Nacido en Hackensack, Nueva Jersey, Arnold es una cara familiar del público por haber actuado en varias películas de Los Tres Chiflados, entre ellas Pardon My Backfire, Sing a Song of Six Pants, Tricky Dicks y The Three Stooges Go Around the World in a Daze. Probablemente sus papeles más conocidos tras las cámaras fueron la voz de Peeping Tom en The Ghost Talks y Sir Tom en su remake, Creeps.
Arnold también actuó en películas como Good Times, Blackbeard's Ghost, The Adventures of Bullwhip Griffin, Hold On!, Zebra in the Kitchen y Cuatro gánsters de Chicago. Entre sus trabajos televisivos figuran Cowboy G-Men, Maverick, I Love Lucy y Bewitched.
Phil Arnold falleció en 1968, a causa de un infarto agudo de miocardio, en Hollywood, California.

## Filmografía (selección)
- 1947 : Killer at Large
- 1957 : Official Detective (serie TV), episodio Armored Attack
- 1963 : El mundo está loco, loco, loco (escena borrada)